# 鸟踝龙属
鸟踝龙属（学名：Ornithotarsus，直译：「鸟的踝骨」）是种鸭嘴龙科的鸟脚类恐龙，生存于晚白垩世的北美，化石发现于大约8400至7800万年前的默察特维尔组。

## 分类
怪异鸟怪龙由科普于1869年根据YPM 3221所描述，标本包括一条破碎的后肢，由胫骨和腓骨远端以及踝骨组成，发现于新泽西州拉里坦湾的默察特维尔组。尽管后来认为鸟踝龙是鸭嘴龙的异名，但普里托-马尔克斯（2006年）发现其与福氏鸭嘴龙正模标本无仍何共同鉴定特征，并将其列为鸭嘴龙科之下一个分类待定的疑名，布朗斯坦（2021）亦同意该结论。